# Handleys slanke dwergbuidelrat
De Handleys slanke dwergbuidelrat (Marmosops handleyi)  is een zoogdier uit de familie van de Opossums (Didelphidae). De wetenschappelijke naam van de soort werd voor het eerst geldig gepubliceerd door Pine in 1981.

## Voorkomen
De soort komt voor in Colombia.